# Konstantin Schmidt von Knobelsdorf

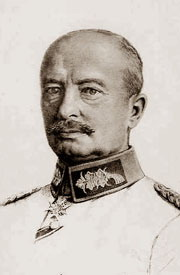
Konstantin Schmidt von Knobelsdorf

Konstantin Heinrich Robert Karl Schmidt von Knobelsdorf (* 13. Dezember 1860 in Frankfurt (Oder); † 1. September 1936 in Glücksburg) war ein preußischer General der Infanterie im Ersten Weltkrieg.

## Leben

### Herkunft
Konstantin war der Sohn des preußischen Majors Karl Schmidt von Knobelsdorf (1831–1890) und dessen erster Ehefrau Klara, geborene Ilgner (1831–1863). Sein Vater heiratete nach deren Tod 1871 Elisabeth, geborene von Knobelsdorff (* 1851).

### Militärkarriere
Schmidt von Knobelsdorf trat am 15. April 1878 nach seiner Erziehung im Kadettenkorps als Sekondeleutnant in das 4. Magdeburgische Infanterie-Regiment Nr. 67 der Preußischen Armee in Metz ein. Am 22. März 1881 folgte seine Versetzung in das Infanterie-Regiment Nr. 98, wo er ab 31. Juli 1881 als Adjutant des II. Bataillons fungierte. Vom 1. Oktober 1884 bis 20. Juli 1887 kommandierte man ihn zur weiteren Ausbildung an die Kriegsakademie und beförderte ihn dann am 16. August 1887 zum Premierleutnant. Als solcher stieg Schmidt von Knobelsdorf am 12. Juli 1889 zum Regimentsadjutant auf. Für die kommenden drei Jahre wurde er dann ab 24. März 1890 zum Großen Generalstab kommandiert und im Anschluss daran als Hauptmann (seit 29. März 1892) und Kompaniechef im 4. Garde-Regiment zu Fuß tätig. Am 20. Mai 1897 übernahm Schmidt von Knobelsdorf dann den Posten als Erster Generalstabsoffizier im Generalstab der 2. Division in Königsberg und wurde hier am 1. April 1898 zum Major befördert. Die gleiche Funktion hatte er vom 3. Juli 1899 bis 17. April 1901 im Generalstab des IX. Armee-Korps inne, ehe Schmidt von Knobelsdorf wieder in den Truppendienst überwechselte und Kommandeur des I. Bataillons des 1. Hannoverschen Infanterie-Regiments Nr. 74 wurde. Er kehrte dann wieder in den Stabsdienst zurück und wurde am 31. Mai 1904 zunächst mit der Wahrnehmung der Geschäfte als Chef des Generalstabes des X. Armee-Korps beauftragt und mit seiner Beförderung zum Oberstleutnant am 15. November 1904 zum Chef ernannt.
1908 wurde Schmidt von Knobelsdorf Kommandeur des 4. Garde-Regiments zu Fuß. 1911 erfolgte die Beförderung zum Generalmajor und die Versetzung auf den Dienstposten als Chef des Stabes beim Gardekorps. 1912 wurde er Oberquartiermeister im Großen Generalstab und Stellvertretender Chef des Generalstabes, 1914 Generalleutnant. Zudem war er zu diesem Zeitpunkt auch Mitglied der Studienkommission der Kriegsakademie.
Zu Beginn des Ersten Weltkrieges war er Chef des Stabes der 5. Armee, die unter dem Kommando des Kronprinzen stand, die Schmidt von Knobelsdorf bei der verlustreichen Schlacht um Verdun 1916 aber informell führte. Hierbei kam es zu Auseinandersetzungen mit dem Kronprinzen. Schmidt von Knobelsdorf wurde am 21. August 1916 des Jahres für seinen Einsatz mit dem Eichenlaub zu seinem am 17. Oktober 1915 erhaltenen Orden Pour le Mérite ausgezeichnet. Am 20. August 1916 wurde er zum Kommandierenden General des an der Ostfront stehenden X. Armee-Korps ernannt. Ende 1916 wurde es an die Westfront verlegt und war bis Kriegsende im Oberelsass im Einsatz. Schmidt von Knobelsdorf wurde am 30. September 1919 verabschiedet und in den Ruhestand versetzt.

### Familie
Schmidt von Knobelsdorf heiratete am 3. Januar 1885 in Hannover Helene Hoppe (* 1859). Aus der Ehe ging der spätere Rittmeister Günther Schmidt von Knobelsdorf (* 1889) hervor, der am 22. Februar 1913 Elisabeth Freiin von Hoverbeck gen. von Schönaich (* 1891) heiratete.

## Auszeichnungen
- Roter Adlerorden II. Klasse mit Eichenlaub[3]
- Stern zum Kronenorden II. Klasse[3]
- Preußisches Dienstauszeichnungskreuz[3]
- Komtur I. Klasse des Ordens Albrechts des Bären[3]
- Komtur II. Klasse des Ordens Heinrichs des Löwen[3]
- Komtur des Greifenordens[3]
- Ehrenkomtur des Oldenburgischen Haus- und Verdienstordens des Herzogs Peter Friedrich Ludwig[3]
- Komtur I. Klasse des Albrechts-Ordens[3]
- Großkreuz des Bulgarischen Militär-Verdienstordens[3]
- Offizier des Ordens des Heiligen Schatzes[3]